# 贝桑地区马尼
贝桑地区马尼（法語：Magny-en-Bessin，法語發音：[maɲi ɑ̃ bɛsɛ̃] ⓘ）是法国卡尔瓦多斯省的一个市镇，属于巴约区。

## 地理
贝桑地区马尼（49°18'22"N, 0°39'51"W）面积4.42 平方千米，位于法国诺曼底大区卡爾瓦多斯省，该省份为法国西北部沿海省份，北濒大西洋英吉利海峡，东北与滨海塞纳省以海上边界相接，东临厄尔省，南至奧恩省，西与芒什省接壤。
与贝桑地区马尼接壤的市镇（或旧市镇、城区）包括：滨海隆格、芒维约、里村、大圣维戈尔、索梅尔维约、滨海特拉西。

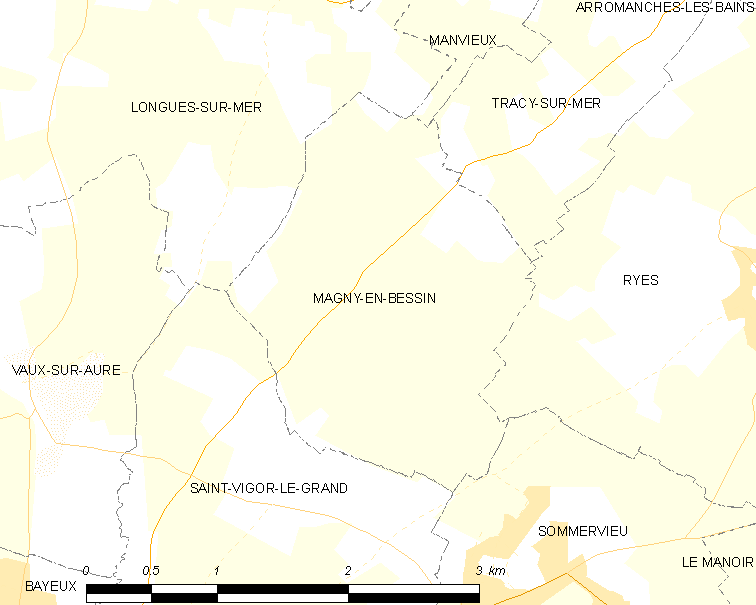
贝桑地区马尼的OSM定位图

贝桑地区马尼的时区为UTC+01:00、UTC+02:00（夏令时）。

## 行政
贝桑地区马尼的邮政编码为14400，INSEE市镇编码为14385。

## 政治
贝桑地区马尼所属的省级选区为巴约县。

## 人口

1962-2008年间贝桑地区马尼人口变化图示

贝桑地区马尼于2022年1月1日时的人口数量为160人。